# Talleres ferroviarios Riachuelo
Los talleres ferroviarios del Riachuelo fueron los principales almacenes, muelles y talleres de la empresa ferroviaria Compañía General de Ferrocarriles en la Provincia de Buenos Aires. Debido a la gran extensión de este ferrocarril de trocha métrica, el mismo contaba, para sus 1300 km de extensión sobre las zonas más ricas de la pampa bonaerense, con un parque de 104 locomotoras, 118 coches de pasajeros, y un total de 2538 vagones, lo cual hacía necesario un taller de gran envergadura. Además necesitaba de un muelle portuario para la gran cantidad de carga que transportaba el ferrocarril en toda su extensión. 

## Construcción
Su construcción comenzó en el año 1907, junto con el resto del ferrocarril, y supo tener un intercambio de trocha con las estaciones Sola y la Estación Ingeniero Brian, del Ferrocarril del Sud y el Ferrocarril del Oeste respectivamente. 

## Clausura y desaparición
Fueron clausurados en el año 1951 debido a la falta de redituabilidad de los mismos, pasando sus funciones a los talleres de Libertad del ex Ferrocarril Midland de Buenos Aires. En la zona, se encuentran actualmente asentamientos precarios (villas de emergencia).